# Afisz

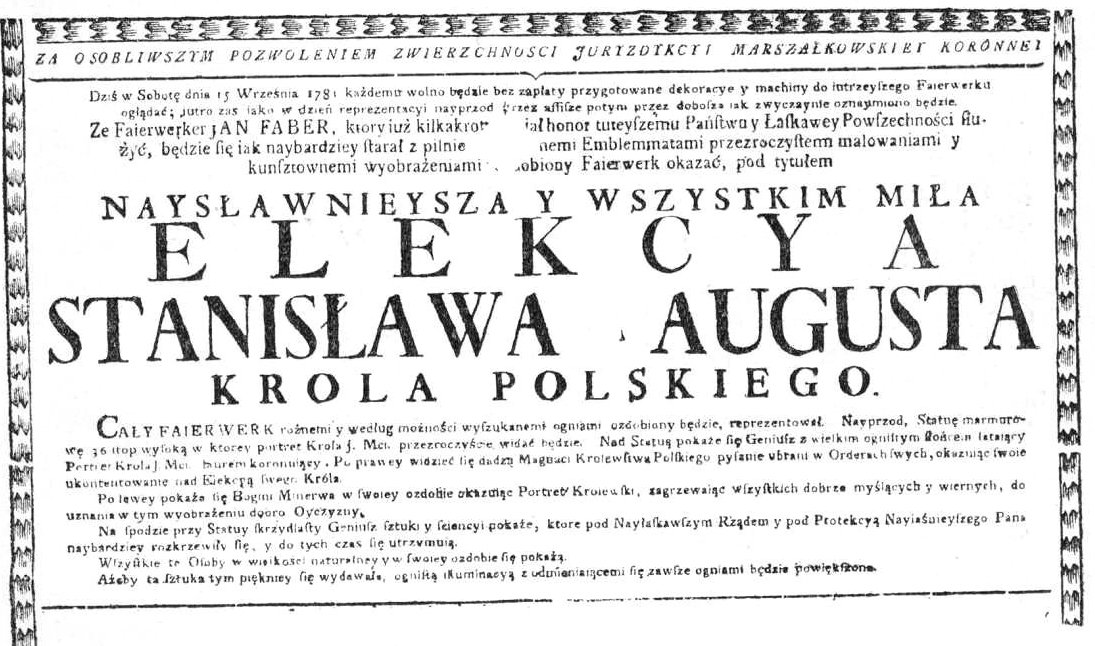
Afisz z 15 września 1781 r. zapowiadający pokaz fajerwerków na cześć elekcji króla Stanisława Augusta Poniatowskiego.

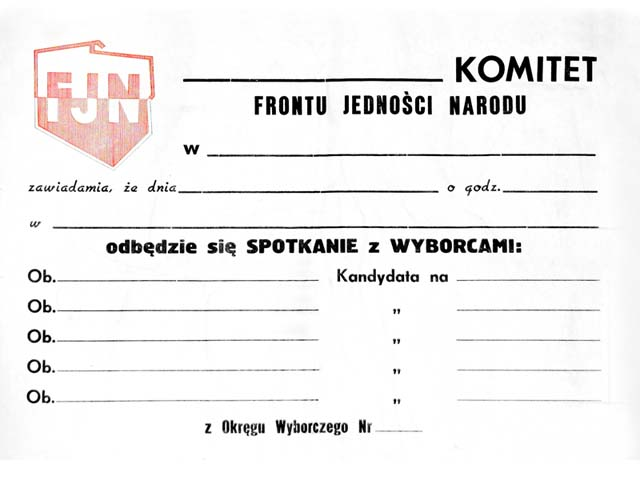
Afisz Frontu Jedności Narodu z lat 70. XX w.

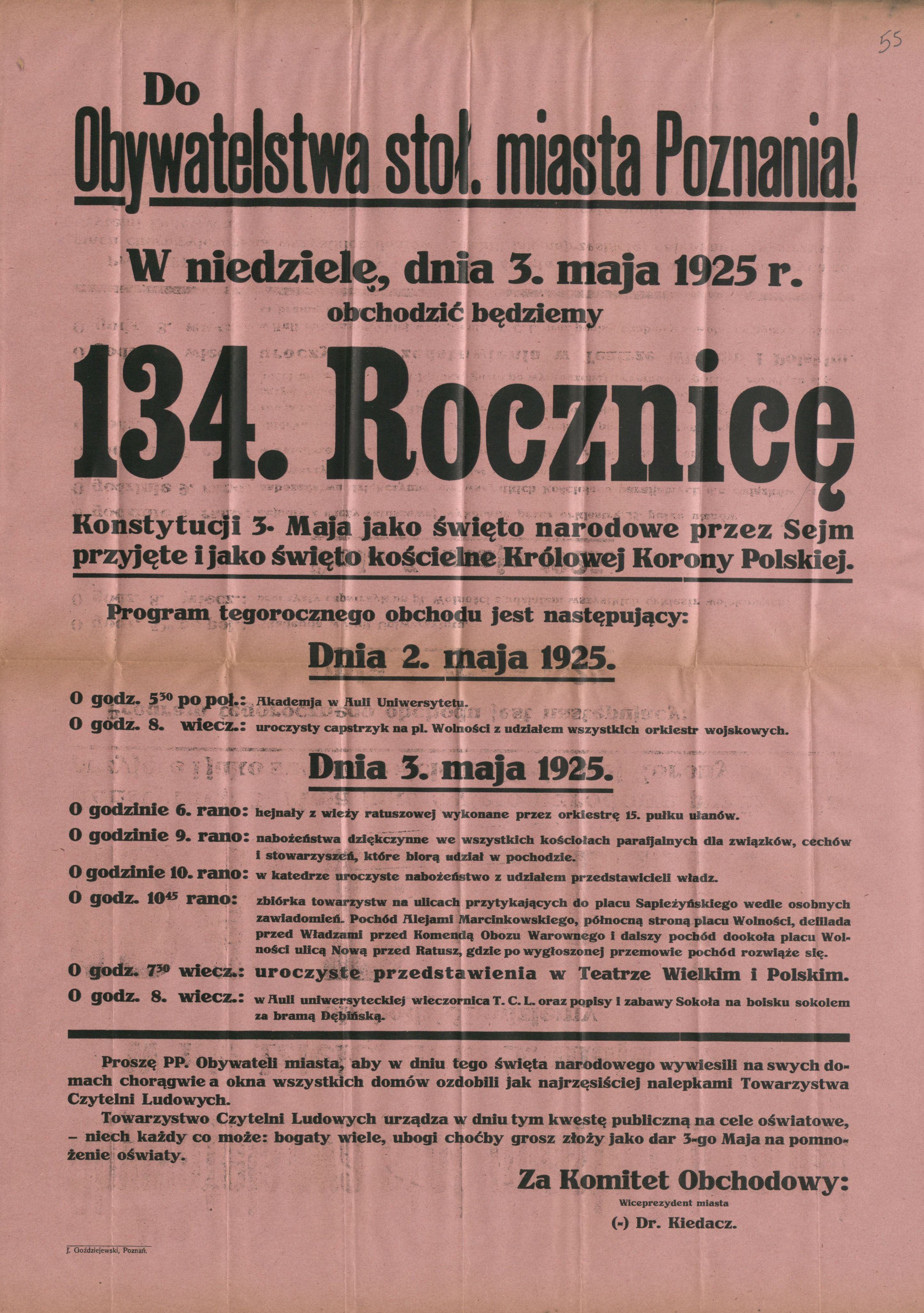
Afisz z okazji rocznicy Konstytucji 3 Maja, 1925 r. (miejsce przechowywania: Archiwum Państwowe w Poznaniu).

Afisz – rodzaj wyrobu poligraficznego zaliczany do akcydensów informacyjnych. Druk jednostronny, raczej dużego formatu, o charakterze informacyjnym, propagandowym lub reklamowym, służący do umieszczania w stałych, publicznych miejscach (rozklejany, umieszczany w witrynach). Przekazuje informacje przy użyciu tekstu, unikając urozmaiceń artystycznych. Najpopularniejszy stał się afisz teatralny, który następnie stał się inspiracją do tworzenia plakatów.

## Zastosowanie
Afisze pełnią rolę informacyjną dla obywateli. Mogą one informować o zbliżających się wydarzeniach kulturalnych, sportowych, edukacyjnych itp., propagować idee, ale także mogą mieć charakter informacji urzędowych, np. o wyborach parlamentarnych lub samorządowych, zagrożeniach klęskami żywiołowymi lub obowiązkowych szczepieniach.

## Wygląd i forma

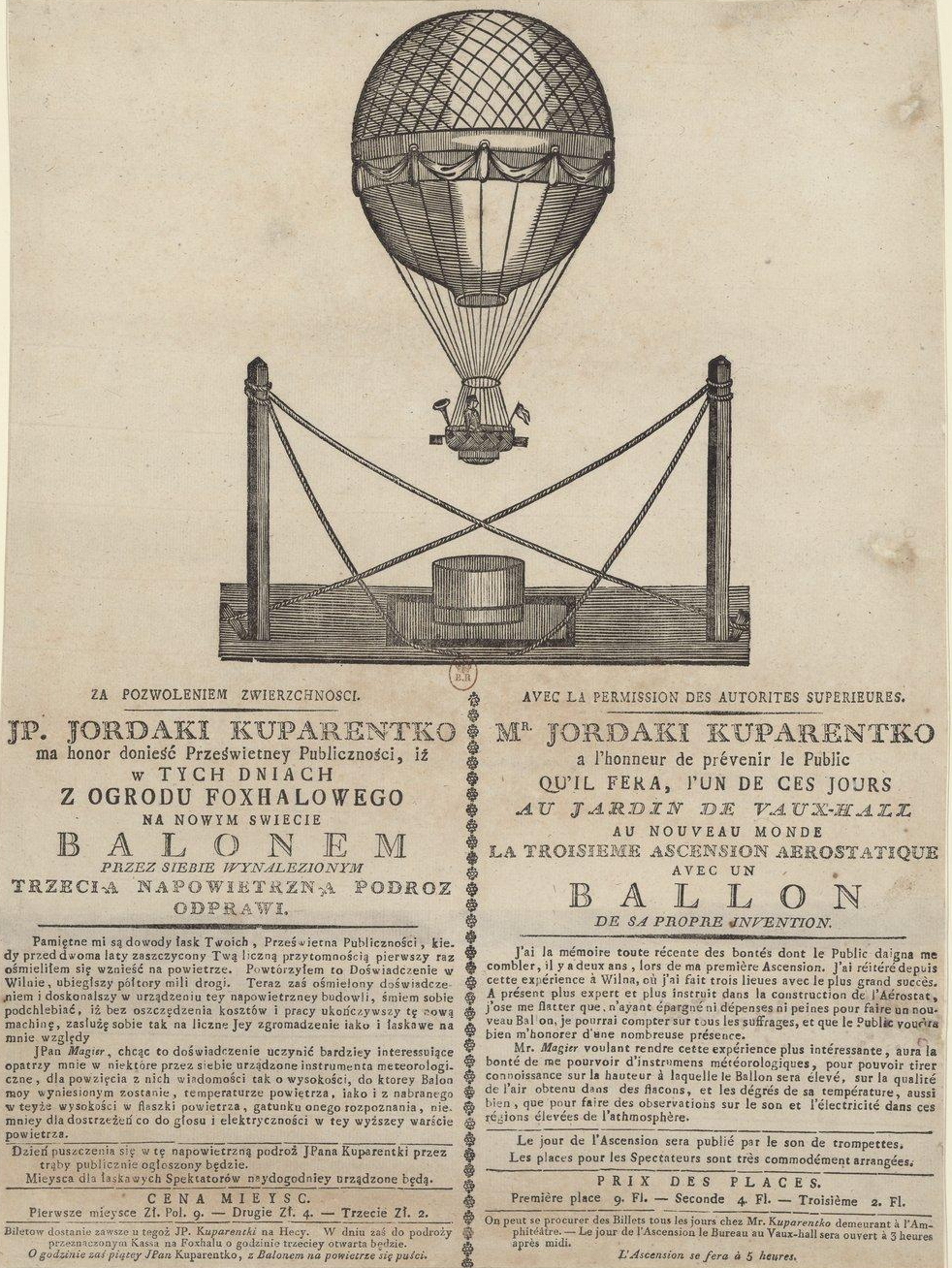
Afisz z 1808 roku reklamujący lot balonowy Jordakiego Kuparentki z ulicy Foksal w Warszawie.

Afisz tym różni się od plakatu, że jego głównym celem jest przekaz treści, a nie wywołanie skojarzeń myślowych lub odczuć artystycznych, skutkiem czego wykonany jest głównie lub nawet w całości ze składu tekstu i nie zawiera ani skomplikowanych kompozycji literniczych, ani też rozbudowanych form graficznych. Jeśli tekstowi towarzyszy jakaś grafika, to spełnia ona rolę drugorzędną, i najczęściej jest ograniczona do takich prostych form, jak loga, linie, ornamenty itp. Cechą charakterystyczną afisza jest użycie liter w zazwyczaj dużym stopniu pisma oraz druk do marginesów (czyli bez spadów). Często nie jest na nim nawet nadrukowywane tło, zamiast tego afisz może być jednak wydrukowany na papierze zabarwionym. Z reguły afisze są bardzo jasne, podczas gdy kolorystyka plakatów może być dowolna, w tym także bardzo ciemna. Dlatego też afisze są zazwyczaj drukowane na papierze błyszczącym lub satynowanym, podczas gdy plakaty mają raczej powierzchnię matową.
Afisze, mimo że są drukami ulotnymi, mają często charakter seryjny, a wtedy ich forma graficzna winna być ujednolicona, aby były łatwo rozpoznawalne w miejscach publicznych lub w otoczeniu innych afiszy i plakatów.
W czasach tradycyjnego zecerstwa do druku afiszy stosowane były specjalne czcionki – tzw. czcionki afiszowe, które z racji swojej wielkości były często wykonywane z materiałów tańszych niż stop drukarski, najczęściej z drewna drzew owocowych lub z tworzyw sztucznych. Również kroje tych czcionek były zoptymalizowane pod kątem czytelności ich z większej odległości.
Afisze powinny być drukowane na papierze produkowanym specjalnie do tych celów, tzw. papierze afiszowym, który jest odporny na działanie czynników atmosferycznych oraz alkaliów zawartych w klejach. Zazwyczaj papier afiszowy jest cieńszy od plakatowego, gdyż musi przyjąć znacznie mniej farby. Istotne jest natomiast, o ile nie jest to papier barwiony, aby posiadał wysoką białość.

## Prawo
Zgodnie z art. 63a § 1 Kodeksu wykroczeń kto umieszcza w miejscu publicznym do tego nieprzeznaczonym ogłoszenie, plakat, afisz, apel, ulotkę, napis lub rysunek albo wystawia je na widok publiczny w innym miejscu bez zgody zarządzającego tym miejscem, podlega karze ograniczenia wolności albo grzywny.